# Danielle Bleitrach
Danielle Bleitrach, född 17 april 1938 i Marseille, är en fransk sociolog och journalist. 

## Biografi
Danielle Bleitrach föddes i Marseille 1938. År 1972 avlade hon doktorsexamen med avhandlingen Structure sociale et organisation urbaine: les élus locaux et les actions régionales d'aménagement. Från slutet av 1970-talet till slutet av 1990-talet var hon forskare vid Centre national de la recherche scientifique (CNRS) och föreläsare vid Aix-Marseille Université. Bleitrach var från 1981 till 1996 medlem av Franska kommunistpartiets centralkommitté. Därtill var hon chefredaktör för veckotidningen Révolution, en av Franska kommunistpartiets publikationer. Bleitrach har även skrivit för La Pensée, Les Temps Modernes och Le Monde Diplomatique.